# Bartolomeo Bolli
Bartolomeo Desiderio Michele Bolli, oppure Bolla (Milano, 1703 – Milano, 8 dicembre 1761), è stato un architetto italiano.

## Biografia

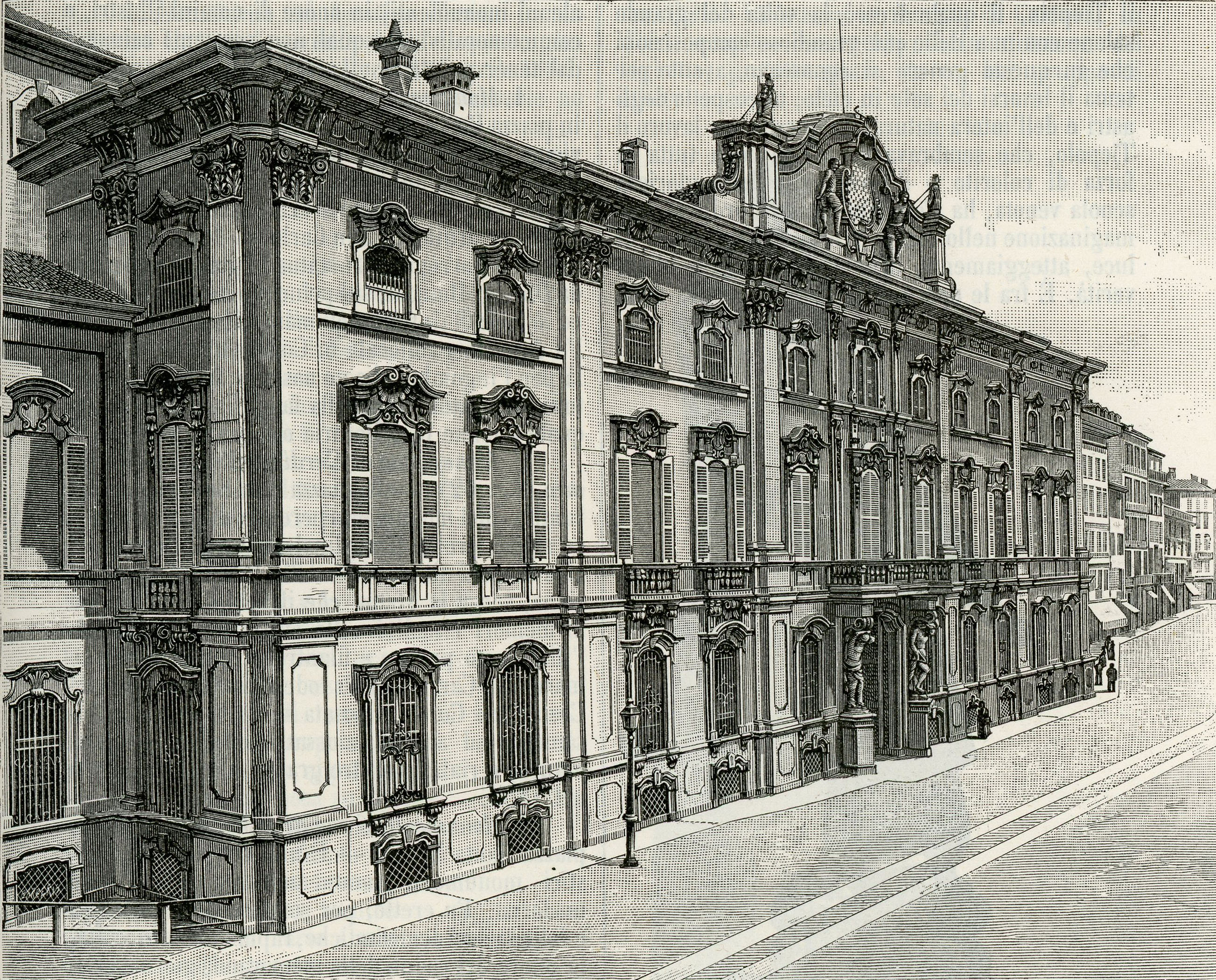
Palazzo Litta a Milano, nel 1894

Bartolomeo Desiderio Michele Bolli, di cui si posseggono poche informazioni biografiche e artistiche, nacque a Milano nel 1703, figlio del notaio Giovanni Battista.
Il 1º ottobre del 1721, incominciò il suo addestramento presso lo studio dell'ingegnere e architetto Giacomo Antonio Quadrio, che si prolungò per sei anni, tempo necessario per essere idoneo a sostenere gli esami d'ammissione al Collegio degli ingegneri ed architetti di Milano, che superò nel 1730.
Bolli è un architetto ancora poco studiato dagli esperti e dagli storici dell'arte, che appartiene all'ultimo periodo del Barocco lombardo, quando, allontanandosi dalla consueta austerità e avvicinandosi agli elementi decorativi Rococò, si diffuse la corrente che dal nome dell'imperatrice Maria Teresa d'Austria, prese la definizione di Barocchetto teresiano.
Nel 1734 lavorò al progetto dell'altare maggiore di San Vittore a Varese, che si caratterizzò per una serie di innovazioni riguardanti la pianta di altari e di tabernacoli.
Se risultò pienamente riuscita la fusione tra architettura e statue, non meno interessante è l'ambientazione del presbiterio, soprattutto per la peculiare illuminazione delle statue in conformità con una certa poetica barocca.
Collaborò con la Veneranda Fabbrica del Duomo di Milano dal 27 febbraio 1743, con la carica di ingegnere e fino al 25 aprile 1760.
Nel 1750, assieme a F. Croce e Carlo Giuseppe Merlo, Bolli partecipò alla preparazione del progetto della facciata del duomo.
Dal 1752 al 1761, contemporaneamente al lavoro della Fabbrica del Duomo, realizzò la facciata del milanese palazzo Arese-Litta (ora Ferrovie dello Stato, in corso Magenta), e che costituì uno degli ultimi esempi brillanti del Barocco a Milano.
Bolli nel suo lavoro seguì più gli insegnamenti di Giovanni Antonio Veneroni, evidenziati nel Palazzo Mezzabarba a Pavia, in stile barocchetto lombardo del primo Settecento, che quelli del romano G. Ruggeri per Palazzo Cusani a Milano.
Il Bolli morì a Milano l'8 dicembre 1761.

## Opere
- Altare maggiore di San Vittore a Varese (1734);
- Veneranda Fabbrica del Duomo di Milano (27 febbraio 1743- 25 aprile 1760);
- Facciata di palazzo Arese-Litta a Milano (1752-1761).